# Jakob Fickler
Jakob Fickler (* 1. September 1909 in Sontheim; † 10. Dezember 1980 in Lautrach) war ein deutscher Politiker (CSU). 
Fickler besuchte die höhere Handelsschule, machte ein Privatstudium der Volkswirtschaft und besuchte landwirtschaftliche, gewerbliche und staatsbürgerliche Kurse. Nach Praktika in verschiedenen Betrieben machte er die Meisterprüfung im Müllerhandwerk sowie die zweite Meisterprüfung als Sägewerks- und Industriemeister. 1936 übernahm er einen Mühlen- und Landwirtschaftsbetrieb in Illermühle-Lautrach, 1950 gründete er ein Holzbearbeitungswerk in Illerbeuren. Er war Obermeister der Müllerinnung Memmingen, 1. Vorsitzender des Fachverbands der Bayerischen Säge- und Holzbearbeitungsindustrie, Beirat der Allgäuer Herdebuchgesellschaft und des Milchwirtschaftlichen Vereins im Allgäu, stellvertretender Vorsitzender der Rinderbesamungsgenossenschaft Memmingen sowie Mitbegründer und Vorsitzender der verschiedensten Körperschaften und Organisationen.
Fickler war Gemeinderat und 2. Bürgermeister der Gemeinde Lautrach, Mitglied des Kreistags und ab 1956 stellvertretender Landrat des Landkreises Memmingen. Von 1954 bis 1974 war er Mitglied des Bayerischen Landtags, von 1970 abgesehen gewann er dabei stets das Direktmandat im Stimmkreis Memmingen-Stadt und Land.
Nach dem Tod von Karl Lenz bewarb sich Fickler um das Amt des Landrats des Landkreises Memmingen. Bei der Wahl am 12. März 1961 erhielt er jedoch nur 29,8 Prozent der Stimmen und unterlag damit seinem Herausforderer Martin Frehner, der 70,2 Prozent erhielt.
Fickler wurde am 7. Dezember 1964 mit dem Bayerischen Verdienstorden ausgezeichnet.